# Monster (album)
 For alternative betydninger, se Monster (flertydig). (Se også artikler, som begynder med Monster)
Monster er det niende studiealbum fra det amerikanske alternative rockband R.E.M.. Det blev produceret af bandet i samarbejde med Scott Litt, og Monster var et stilistisk skifte i forhold til de tidligere albums Out of Time (1991) og Automatic for the People (1992), og bestod af høje distortede guitartoner og simple sange. Forsangeren Michael Stipes tekster handlede om berømthed og det følger, som han sang ved at påtage sig forskellige karakterroller. Singlen "What's the Frequency, Kenneth?" gjorde at Monster debuterede som #1 på de amerikanske hitlister. Bandet lavede en promotionkoncertturne for albummet for første gang siden 1989.

## Spor
Alle sange er skrevet af Bill Berry, Peter Buck, Mike Mills og Michael Stipe:
Side et – "Head side"
1. "What's the Frequency, Kenneth?" – 4:00
2. "Crush with Eyeliner" – 4:39
3. "King of Comedy" – 3:40
4. "I Don't Sleep, I Dream" – 3:27
5. "Star 69" – 3:07
6. "Strange Currencies" – 3:52

Side to – "Tail side"
1. "Tongue" – 4:13
2. "Bang and Blame" – 5:30
3. "I Took Your Name" – 4:02
4. "Let Me In" – 3:28
5. "Circus Envy" – 4:15
6. "You" – 4:54